# Grönåsens Älgpark
Koordinaten: 56° 49′ 56,8″ N, 15° 24′ 20,1″ O

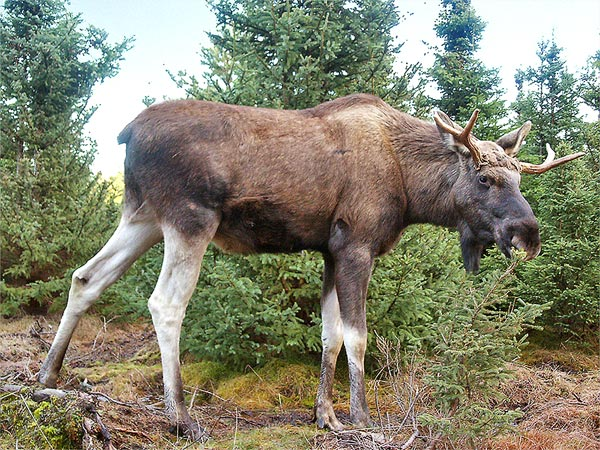
Elch Gustav im Park

Grönåsens Älgpark ist ein Tierpark im schwedischen Ort Kosta.
Der von der Grönåsens Älgpark AB betriebene Park widmet sich schwerpunktmäßig dem für Schweden typischen Elch.
Der nur im Zeitraum zwischen Ostern und Allerheiligen zugängliche Park besteht aus großen, naturnahen, waldbestandenen Gehegen, in denen mehrere Elche gehalten werden. Ein 1,3 Kilometer langer Wanderweg führt durch das Gebiet. Von mehreren Aussichtstürmen aus können Besucher die Gehege überblicken.
Neben Elchen werden auch Schweine, Ziegen, Hühner und Kaninchen gehalten. Der Zugang zum stark auf nicht schwedische Touristen ausgerichteten und eintrittspflichtigen Park erfolgt durch einen sogenannten Elchshop, in welchem auf 220 m² Elchprodukte, etwa aus Elchfleisch gefertigte Wurstwaren, und Souvenirs angeboten werden. Darüber hinaus existieren zwei Ferienhäuser, Grillplätze und ein Museum zum Thema Elch.